# Sauternes (AOC)

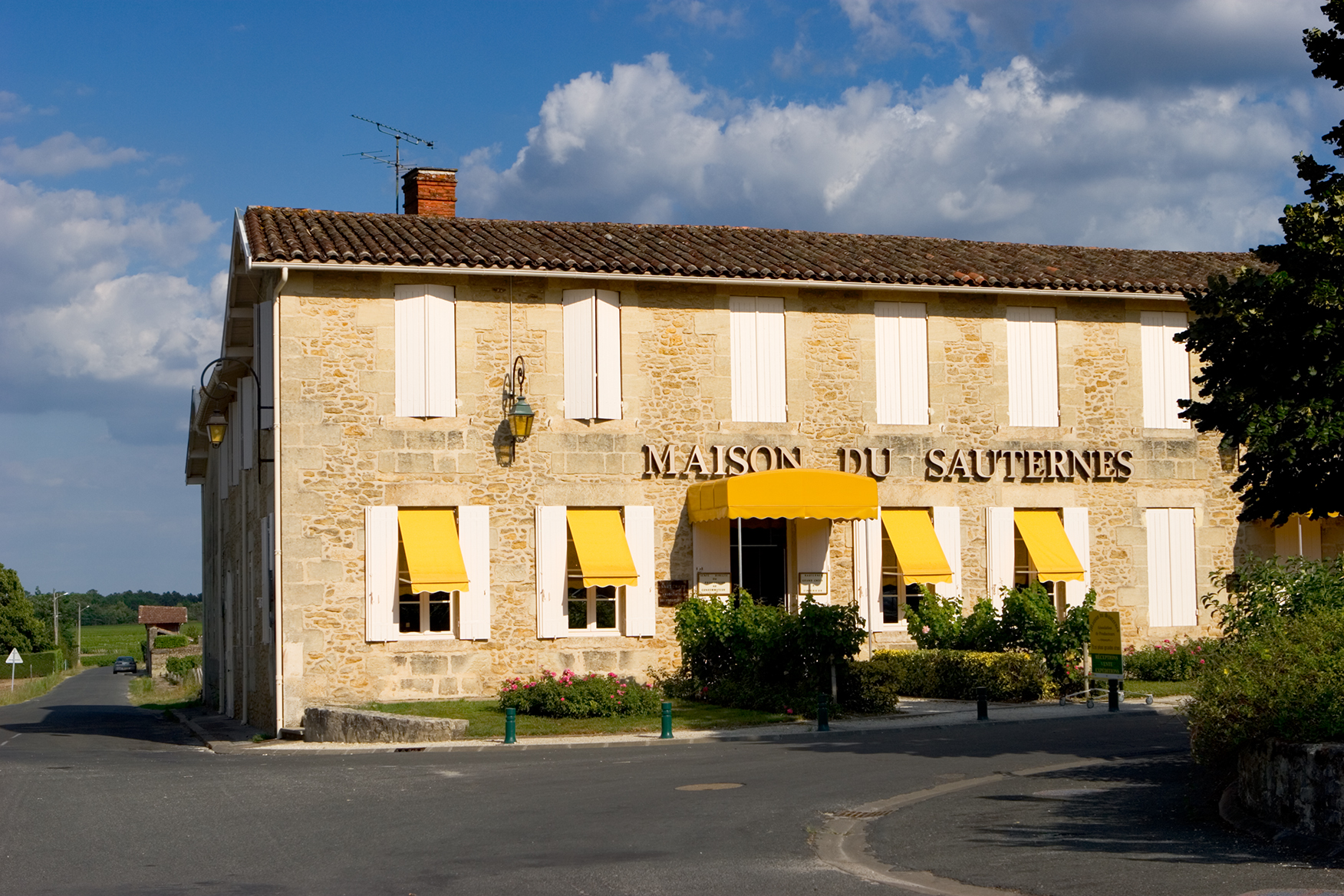
Maison des vins de Sauternes.

Pour les articles homonymes, voir Sauternes.
Le sauternes est un vin liquoreux français d'appellation d'origine contrôlée produit dans le Sauternais, une des subdivisions du vignoble de Bordeaux.
L'aire de production de l'appellation est composée de cinq communes : Barsac, Bommes, Fargues, Preignac et Sauternes, toutes situées sur la rive gauche de la Garonne, de part et d'autre de la rivière Ciron, au sud de Bordeaux.
Son vignoble comporte quelques vins au prestige mondialement reconnu comme le Château d'Yquem, seul premier cru supérieur retenu dans la classification officielle des vins de Bordeaux de 1855.

## Historique
La vigne est réputée être cultivée dans la région bordelaise depuis la fin de l'Empire romain, mais il faut attendre le Moyen Âge pour avoir des documents l'attestant dans le Sauternais. Les historiens attribuent la production de vins blancs doux et plus alcoolisés en France à l'influence des négociants hollandais au XVIIe siècle : la guerre de Trente Ans ayant ravagé le vignoble rhénan, ils favorisèrent le développement d'un vignoble d'exportation dans le Sauternais, à Bergerac et en Anjou. Ils amenèrent une nouvelle technique : une mèche trempée dans du soufre est mise à brûler dans les barriques ; cette mèche est d'ailleurs appelée « allumette hollandaise ». Cet usage du soufre permet de stopper la fermentation avant sa fin et donc de conserver du sucre résiduel.
Le recours à la pourriture noble, lui, n'est pas aisé à dater. Hugh Johnson mentionne son usage attesté en 1836 au château La Tour Blanche, mais un siècle plus tôt, des vendanges très tardives donnaient un vin très riche qui demandait à vieillir plusieurs années en barrique. L'emploi de baies surmûries a peut-être été imité de pratiques de la Rhénanie (l'actuel Trockenbeerenauslese) et de Hongrie (le tokay). Une légende locale raconte qu'un propriétaire (le négociant Focke en 1836 à La Tour Blanche, ou le marquis de Lur-Saluces en 1847 à Yquem) rentra en retard pour superviser ses vendanges ; trouvant le raisin trop mûr, il décida néanmoins de le récolter en dépit de l'aspect pourri des raisins : bien lui en prit puisqu'il découvrit l'apport aux arômes du vin.
L'appellation est officiellement reconnue par un décret du 30 septembre 1936 (publié en même temps que les décrets du loupiac, du cérons, du sainte-croix-du-mont et du barsac). Le cahier des charges a été dernièrement modifié en septembre 2009, en décembre 2011 et en octobre 2021.

## Vignoble
L'appellation sauternes est située à une trentaine de kilomètres au sud de Bordeaux. Sise sur la rive gauche de la Garonne, elle s'étend sur les deux rives de la rivière Ciron. Elle est délimitée aux terroirs viticoles de cinq communes : Barsac, Bommes, Fargues, Preignac et Sauternes. Les vins de la commune de Barsac peuvent aussi être revendiqués en appellation barsac (quelques étiquettes porte « sauternes-barsac »).
Selon les Douanes, la superficie revendiquée en 2023 sous l'appellation est de 1 416 hectares.

### Géologie et orographie

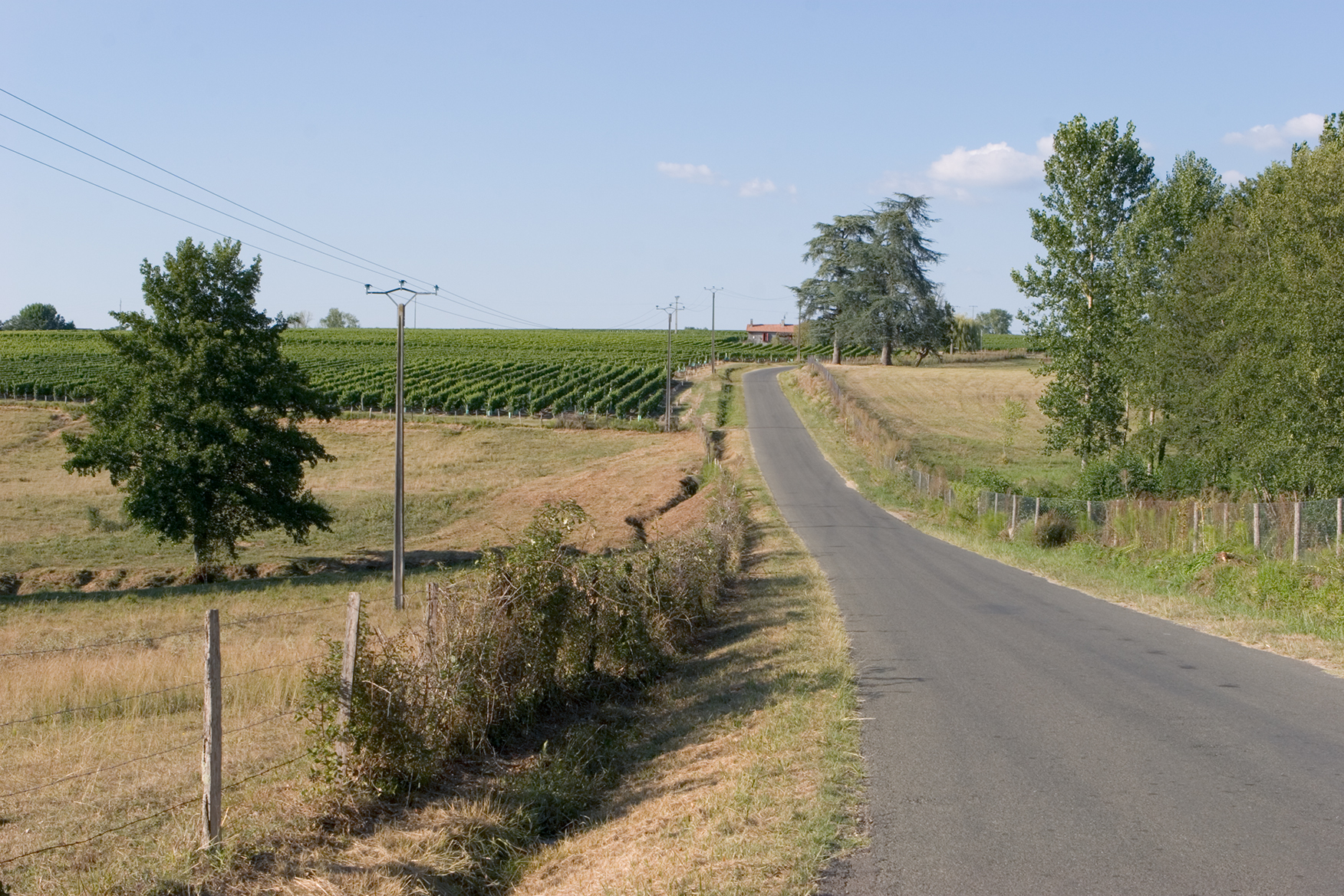
Doux vallonnement des croupes de graves du Sauternais.

Le vignoble repose sur un sous-sol argilo-calcaire ou calcaire, sur lequel une couche plus ou moins épaisse de graves s'est déposée. Les crus les plus prestigieux sont implantés sur des coupes de graves. La disposition des lieux donne un paysage faiblement vallonné, le maigre relief étant constitué de croupes de graves de quelques dizaines de mètres.
Au bord de la Garonne sur Barsac et Preignac quelques parcelles sont plantées sur des alluvions post-Würm dits « argiles des palus », mais le vignoble commence sur la basse-terrasse (entre la D 113 et la voie ferrée) datant du Riss (Pléistocène moyen), avec le calcaire à douze mètres en dessous (+12 NGF). Sur Barsac et le long des rives du Ciron, l'érosion fait affleurer le calcaire à Astéries et à Archiacines désignés localement « calcaire de Saint-Macaire » datant du Stampien (Oligocène supérieur), recouvert d'une fine couche de limon et de sable.
Le sud de Preignac ainsi que le nord de Bommes, Sauternes et Fargues sont sur la moyenne-terrasse datant du Mindel (Pléistocène inférieur), formée de sables peu argileux feldspathiques, avec du graviers et des galets recouverts de limons (s'y trouvent Suduiraut, le bas d'Yquem, Sigalas Rabaud, etc.), le substrat calcaire étant à +45 NGF.
Enfin le sud du Sauternais est sur la haute-terrasse datant du Günz (Pléistocène inférieur) formée de sables et de graviers dans une matrice argileuse jaunâtre (Rieussec, Guiraud, Filhot et haut d'Yquem), le calcaire se trouvant à +70 NGF,.

### Climatologie
C'est un climat tempéré de type océanique, assez chaud pour permettre la culture de la vigne même sur terrain plat. La pluviométrie est répartie de manière assez homogène tout au long de l'année avec des automnes plutôt pluvieux. Les températures donnent des hivers assez doux et des étés relativement chauds.
L'appellation bénéficie d'un climat local particulier. La rivière Ciron coule sous le couvert végétal de la forêt des Landes. Son eau froide amène de l'humidité. À l'automne, ce phénomène crée des brouillards matinaux qui s'estompent durant la matinée. Ces brumes favorisent le développement du Botrytis cinerea en pourriture noble. Le grain se confit, sa pulpe se concentre en sucres et l'action de la pourriture noble donne des arômes de fruits confits caractéristiques.
La station météorologique de Météo-France à Sauternes (44° 32′ 40″ N, 0° 19′ 37″ O au Château d'Yquem, à 65 mètres d'altitude) fournit des relevés depuis 1888.
| Mois                              | jan. | fév. | mars | avril | mai  | juin | jui. | août | sep. | oct. | nov. | déc. | année |
| --------------------------------- | ---- | ---- | ---- | ----- | ---- | ---- | ---- | ---- | ---- | ---- | ---- | ---- | ----- |
| Température minimale moyenne (°C) | 3    | 2,9  | 5,2  | 7,3   | 10,8 | 13,9 | 15,6 | 15,6 | 12,5 | 9,9  | 5,9  | 3,6  | 8,9   |
| Température moyenne (°C)          | 6,5  | 7,3  | 10,4 | 12,8  | 16,5 | 19,7 | 21,5 | 21,7 | 18,4 | 14,8 | 9,8  | 7    | 13,9  |
| Température maximale moyenne (°C) | 10   | 11,7 | 15,5 | 18,2  | 22,2 | 25,5 | 27,5 | 27,8 | 24,3 | 19,7 | 13,7 | 10,4 | 18,9  |
| Précipitations (mm)               | 80,2 | 58,9 | 60,2 | 80,1  | 74,5 | 67,4 | 50,9 | 65,3 | 65   | 71,8 | 97,8 | 87,5 | 859,6 |

### Encépagement
Le décret d'appellation précise que quatre cépages peuvent être utilisés sans règle de proportion : la muscadelle B, le sauvignon B, le sauvignon gris G et le sémillon B. Tous sont sensibles à la pourriture grise. Ce défaut devient qualité lors d'années où le climat local favorise la noblesse de cette pourriture.
Le sémillon B est le principal cépage utilisé pour faire du sauternes. Guy Lavignac le dit originaire du Sauternais. Ce cépage à l'acidité parfois un peu faible se rattrape avec une structure ample, beaucoup de gras et de douceur en bouche. C'est un cépage sensible à la pourriture, mais la pellicule (la peau) de ses baies étant épaisse, il se prête bien à la botrytisation,.
Le sauvignon B est un cépage issu du Bordelais ou du centre de la France. Il possède des arômes variétaux typiques en vin sec : agrumes, bourgeon de cassis ou buis. Vinifié en liquoreux, il apporte à l'assemblage une pointe d'acidité, gage de fraîcheur et arômes,. Le sauvignon gris G est la version colorée du sauvignon blanc. Les caractéristiques des vins sont très voisines, cependant, le taux de sucre est plus élevé avec le sauvignon gris, un argument de poids pour faire des vins moelleux.
La muscadelle apporte une touche de complexité  à l'assemblage. Ce cépage originaire du Sud-Ouest est peu cultivé, mais avec 5 à 10 % de l'assemblage, il apporte déjà sa touche. Sa sensibilité aux maladies (oïdium, vers de la grappe, pourriture grise) et à l'oxydation le pénalise,.

### Pratiques culturales

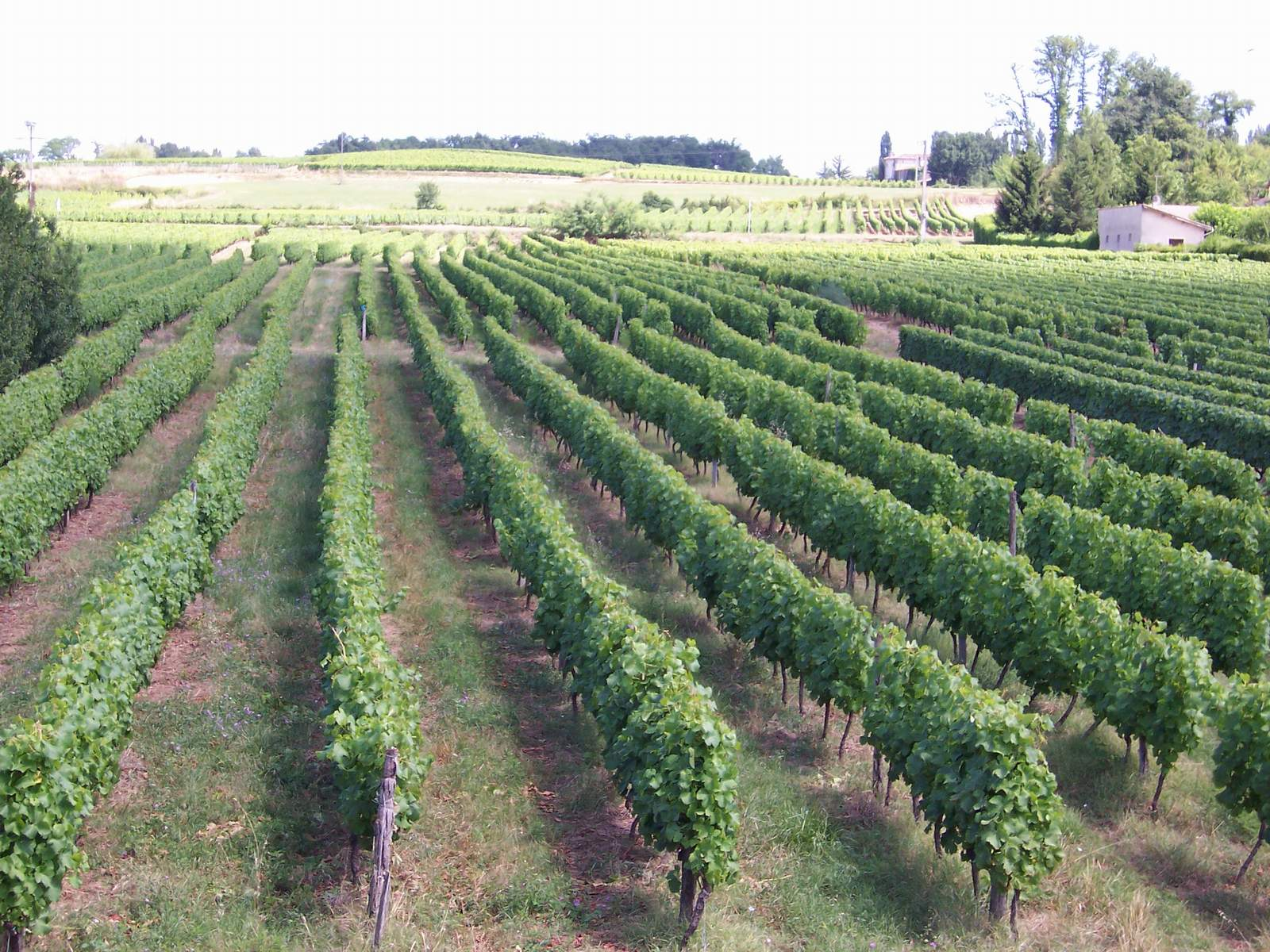
Vigne enherbée dans le rang et désherbée sous le rang.

La densité de plantation doit être d'au moins 6 500 pieds de vigne par hectare. Dans le détail, l'écartement entre rangs ne peut dépasser 1,90 mètre et l'écartement entre pieds de vigne sur le rang doit être d'au moins 0,80 mètre.
Les vignes doivent être taillées avant le premier mai. Les modes de taille préconisés sont différents selon le cépage. Pour la muscadelle B, seule la taille en éventail est autorisée. Il s'agit d'un cep portant deux à cinq bras portant au maximum six coursons à deux yeux francs. Pour le sémillon, outre la taille en éventail, la taille en guyot est permise. Il s'agit d'une baguette (localement appelée « latte ») taillée à six yeux francs et un courson de deux yeux francs. Pour les deux sauvignon, un autre mode de taille est encore ajouté, la taille dite à la bordelaise : le cep porte alors deux baguettes de quatre yeux francs au maximum.
Le feuillage des vignes doit être palissé, c'est-à-dire maintenu verticalement par des fils de fer ou un support où les vrilles de la vigne trouvent à s'accrocher. La hauteur de palissage doit être d'au moins 0,5 fois l'écartement entre rangs. Cette hauteur est mesurée entre la limite basse du feuillage et la hauteur de rognage. La surface foliaire est un facteur qualitatif important ; ce sont les feuilles qui assurent la photosynthèse et fabriquent les sucres nécessaires au bon développement de la plante et à la bonne maturité du raisin. À l'inverse, une trop grande végétation entretient un microclimat humide sous les feuilles, au niveau des grappes ; il facilite grandement l'attaque des maladies cryptogamiques, mildiou, pourriture grise. Pour maîtriser l'expansion naturelle de la vigne, le rognage est indispensable.

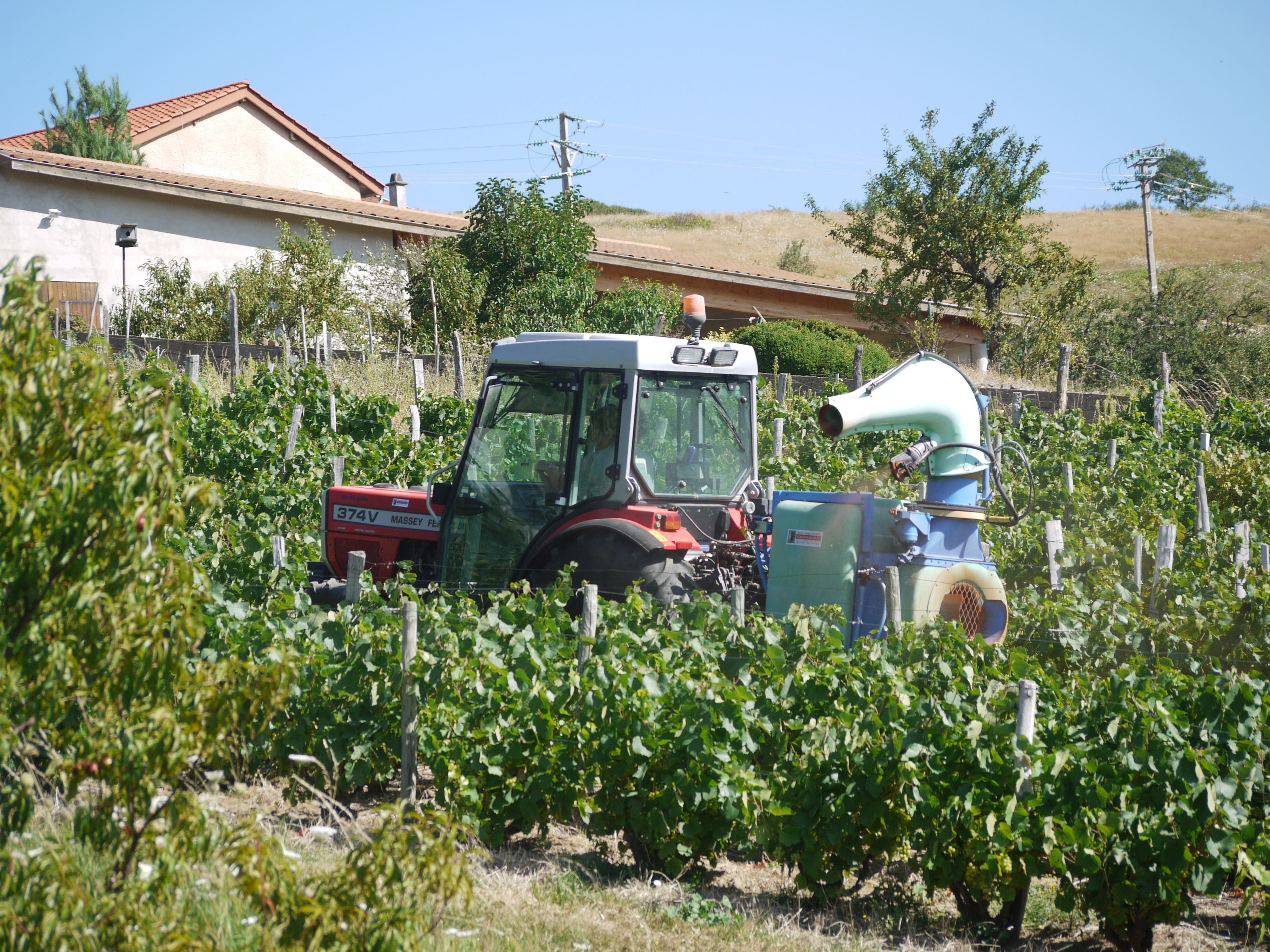
Le traitement anti-botrytis est interdit.

Le taux de ceps morts ou manquants est limité à 20 %. Au-delà de cette limite, le rendement est amputé du pourcentage de ceps morts. La vigne doit être entretenue convenablement. Il s'agit notamment de l'entretien du sol (tonte régulière de l'herbe, passage d'un outil de travail du sol, ou désherbage chimique) et du maintien d'un bon état sanitaire, car le raisin malade ne fait jamais un bon vin. Cependant, les traitements chimiques contre la pourriture (anti-botrytis) sont interdits. Ils agissent indistinctement sur la pourriture grise et la pourriture noble. Seules les mesures prophylactiques sont possibles. Les parcelles ne peuvent être laissées à l'abandon.
La charge maximale admissible à la parcelle est de 8 000 kilogrammes. Au-delà la vendange ne peut pas être revendiquée en AOC sauternes. Cette limite est destinée à favoriser la qualité. Trop de raisins ne peuvent pas mûrir convenablement et un entassement trop important des grappes transformerait rapidement la pourriture noble en pourriture grise. Pour respecter ces limites, outre une taille relativement courte, le vigneron maîtrise la fertilisation de la vigne aux seules qualités d'éléments exportées durant les vendanges. Si malgré ces mesures, la charge de la parcelle est trop forte, il peut aussi pratiquer une vendange en vert en enlevant le raisin surnuméraire.

### Vendanges

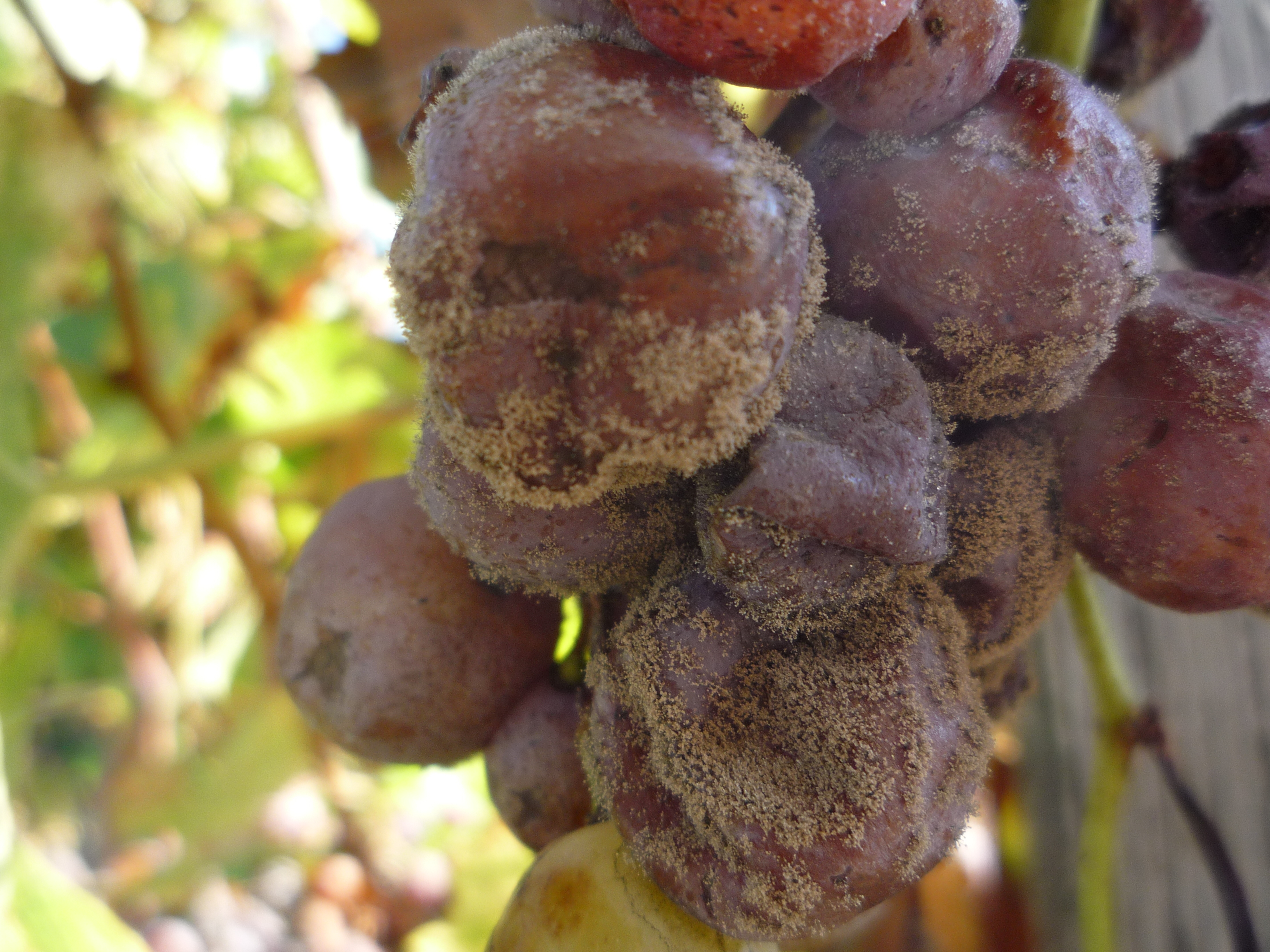
Pourriture noble sur sémillon B.

Pour respecter le caractère particulier des vins de sauternes, la pourriture noble est indispensable : la récolte se fait donc sur des raisins surmûris porteurs de la noble maladie. Les vendanges se font obligatoirement en tries successives, de trois à six passages selon les années ; les vendangeurs récoltent à chaque passage les seules grappes ou grains ayant atteint la bonne maturité. Pour un tel mode opératoire, il va de soi que l'usage de la machine à vendanger est impossible.
Pour être à bonne maturité le vigneron peut goûter les grains « rôtis » (nom local désignant les grains desséchés par la pourriture noble). Il dispose aussi d'outils pour mesurer le taux de sucre (mustimètre, réfractomètre, analyses de laboratoire). Le législateur estime que la vendange doit atteindre au moins 221 grammes de sucre par litre pour avoir une maturité suffisante.
Le rendement maximum autorisé par le cahier des charges est de 25 hectolitres par hectare, avec comme rendement butoir 28 hl/ha (les mêmes que pour le barsac). Le rendement réel moyen a été en 2023 de 13 hl/ha. Les rendements moyens déclarés récemment sont :
| Année | Superficie (ha) | Production (hl) | Rendement (hl/ha) |
| ----- | --------------- | --------------- | ----------------- |
| 2017  | 1 551           | 20 401          | 13                |
| 2018  | 1 557           | 26 221          | 16                |
| 2019  | 1 582           | 22 208          | 14                |
| 2020  | 1 491           | 19 228          | 13                |
| 2021  | 1 354           | 5 485           | 4                 |
| 2022  | 1 434           | 21 818          | 15                |
| 2023  | 1 416           | 18 559          | 13                |
| 2024  | 1 368           | 18 755          | 14                |

## Vins

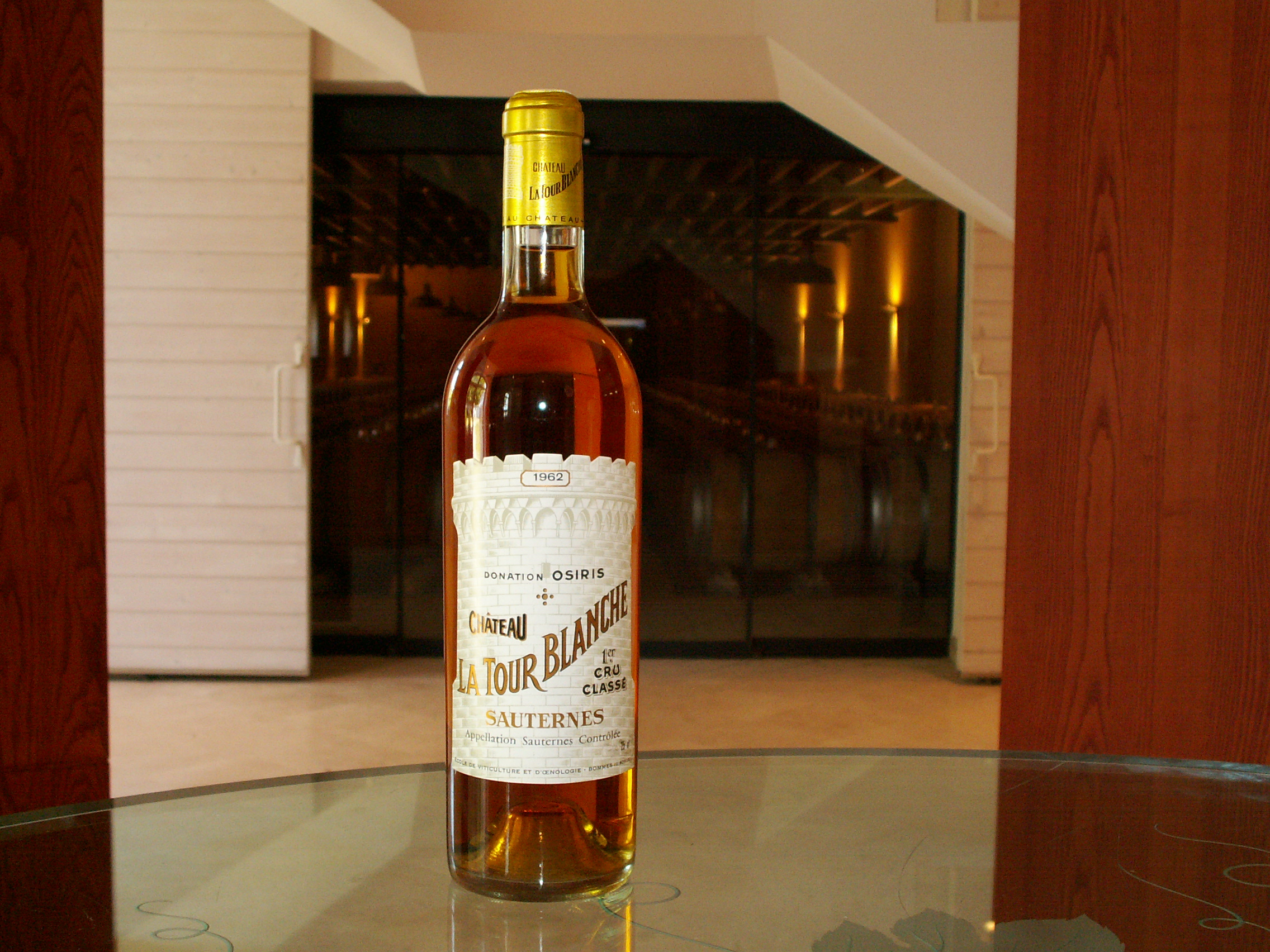
Bouteille devant le chai du Château La Tour Blanche, classé premier cru.

La production déclarée en 2023 a été d'un total de 18 559 hectolitres (un hectolitre = 100 litres = 133 bouteilles de 75 cl). Le volume produit dépend du millésime, mais il est plutôt à la baisse ; exemple pour 2005, avec alors 43 026 hl de sauternes.

### Vinification
La vinification débute à l'arrivée de la vendange au chai, par le pressurage. Cette opération est délicate. L'action de la pourriture noble sur le raisin a transformé les constituants de la pulpe, la rendant visqueuse. Une forte pression laisse passer des éléments solides. Une pression avec une lente montée en puissance est indispensable. Au château Guiraud, par exemple, le pressoir reste une heure à la pression de 0,2 bar, laissant s'écouler le premier jus. La montée en pression dure ensuite deux heures pour finir avec une heure à la pression de deux bars ; c'est à ce stade que le moût le plus sucré s'écoule.
Le moût est ensuite débourbé avant d'être mis en cuve ou en barrique pour y accomplir la fermentation alcoolique. Les levures utilisent le sucre pour se développer et excréter de l'alcool, un déchet pour elles. Lorsque la fermentation arrive à un titre alcoométrique suffisant, les levures s'auto-empoisonnent. La fermentation cesse en conservant des sucres résiduels. Pour des raisons de commodité de travail au chai et de maitrise de la quantité de sucres résiduels, le vinificateur peut provoquer la fin de la fermentation alcoolique. Pour cela, il dispose de groupes de réfrigération (anesthésie des levures), de  systèmes de filtration stérile (les levures sont ôtées du vin) ou encore du SO2 ; (les levures sont tuées).

### Élevage

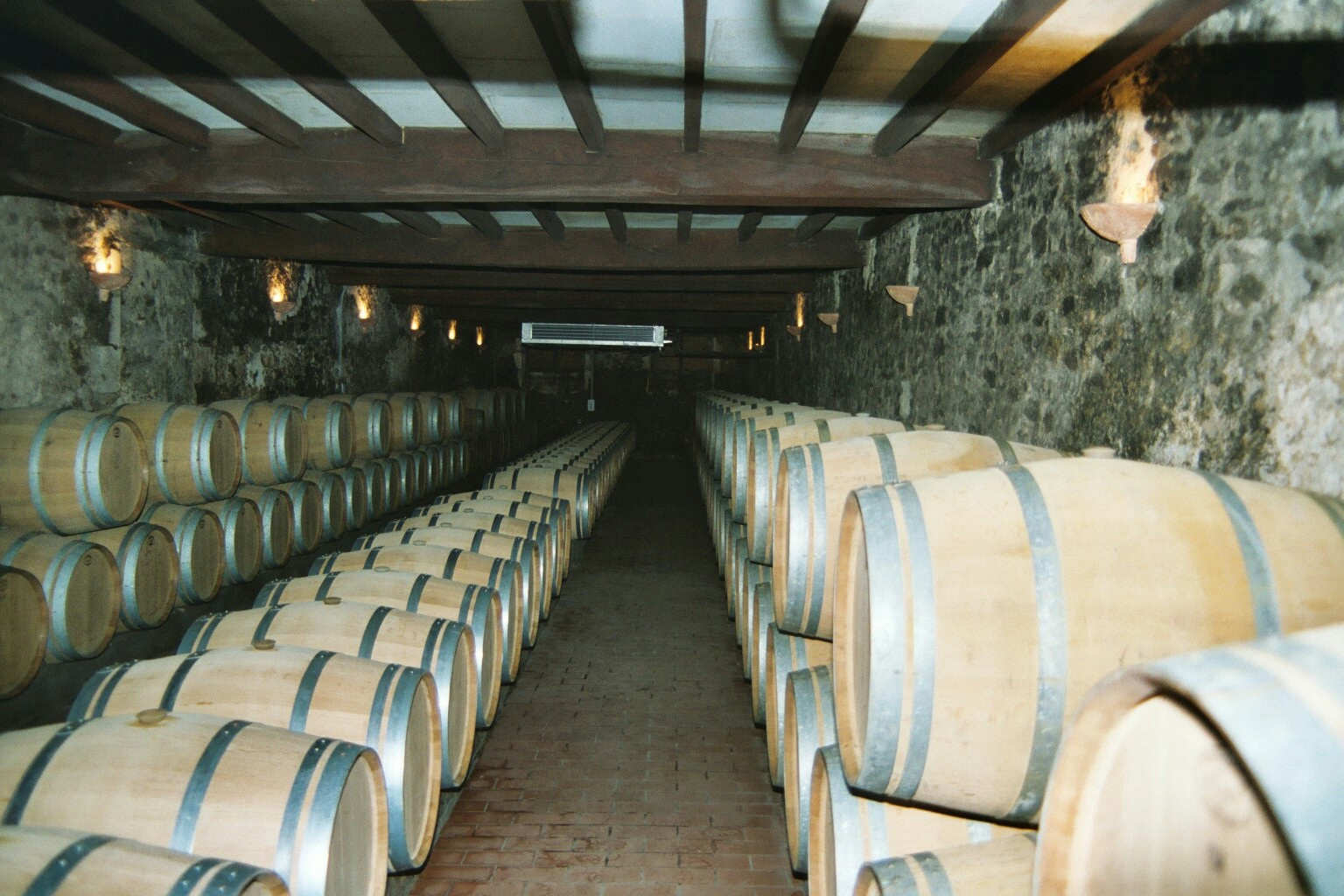
Chai de vieillissement au château Raymond Lafon.

Après une fermentation alcoolique en cuve ou en barrique, l'élevage a généralement lieu en barrique. Plusieurs mois dans le précieux contenant de chêne, le vin se débarrasse des particules en suspensions et acquiert une évolution aromatique vers plus de complexité.
Le législateur impose que le vin fini ait au moins 15 % en volume de titre alcoométrique naturel et 12 % de titre alcoométrique acquis. La différence entre les deux concerne le sucre non fermenté. Le taux de sucre résiduel doit être supérieur ou égal à 45 grammes par litre. Lorsque le vin est enrichi, le titre alcoométrique ne peut dépasser 21 %.

### Gastronomie
À la dégustation, le sauternes jeune a une belle robe couleur dorée ; avec l'âge il fonce, devenant couleur d'ambre. Le nez caractéristique sur la jeunesse rappelle les fruits exotiques confits, l'abricot sec, l'amande et la vanille ; le vieux sauternes développe des notes plus épicées, d'anis, de cire d'abeille, de grillé, voire de rancio. Le sauternes est long en bouche, avec du gras (variable en fonction de l'année). C'est un vin liquoreux, donc à ne pas servir trop froid : frais (autour de 8 à 9 °C) mais pas glacé.

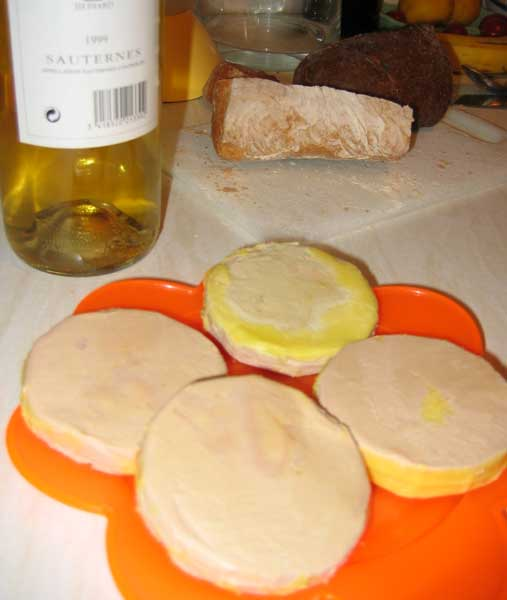
Sauternes avec des toasts au foie gras.

Le sauternes a longtemps été le vin des desserts : son sucre résiduel et ses arômes de fruits confits le désignaient pour le rôle de faire-valoir aux fins de repas. Ensuite, la découverte de son association avec le foie gras lui a confié un autre rôle, dès l'entrée. Bérénice Lurton, directrice du château Climens et représentante de l'Union des crus classés de Barsac-Sauternes, a initié avec un grand chef des expériences entre ce vin et différents plats : la structure des sauternes et leur douceur font merveille avec les crustacés ou les viandes blanches, mais aussi les cuisines exotiques aux épices douces (safran ou gingembre) ou la cuisine des légumes.
Selon Pierre Casamayor, « c'est avec les fromages bleus que le sauternes trouve des compagnons d'exception. Peut-être faut-il y voir là, le mariage parfait entre deux moisissures que l'homme anoblit après avoir paré les deux produits des vertus de la fermentation. »

### Classement
L'appellation sauternes compte plusieurs de ses propriétés dans le classification officielle des vins de Bordeaux de 1855.

#### Premier cru supérieur

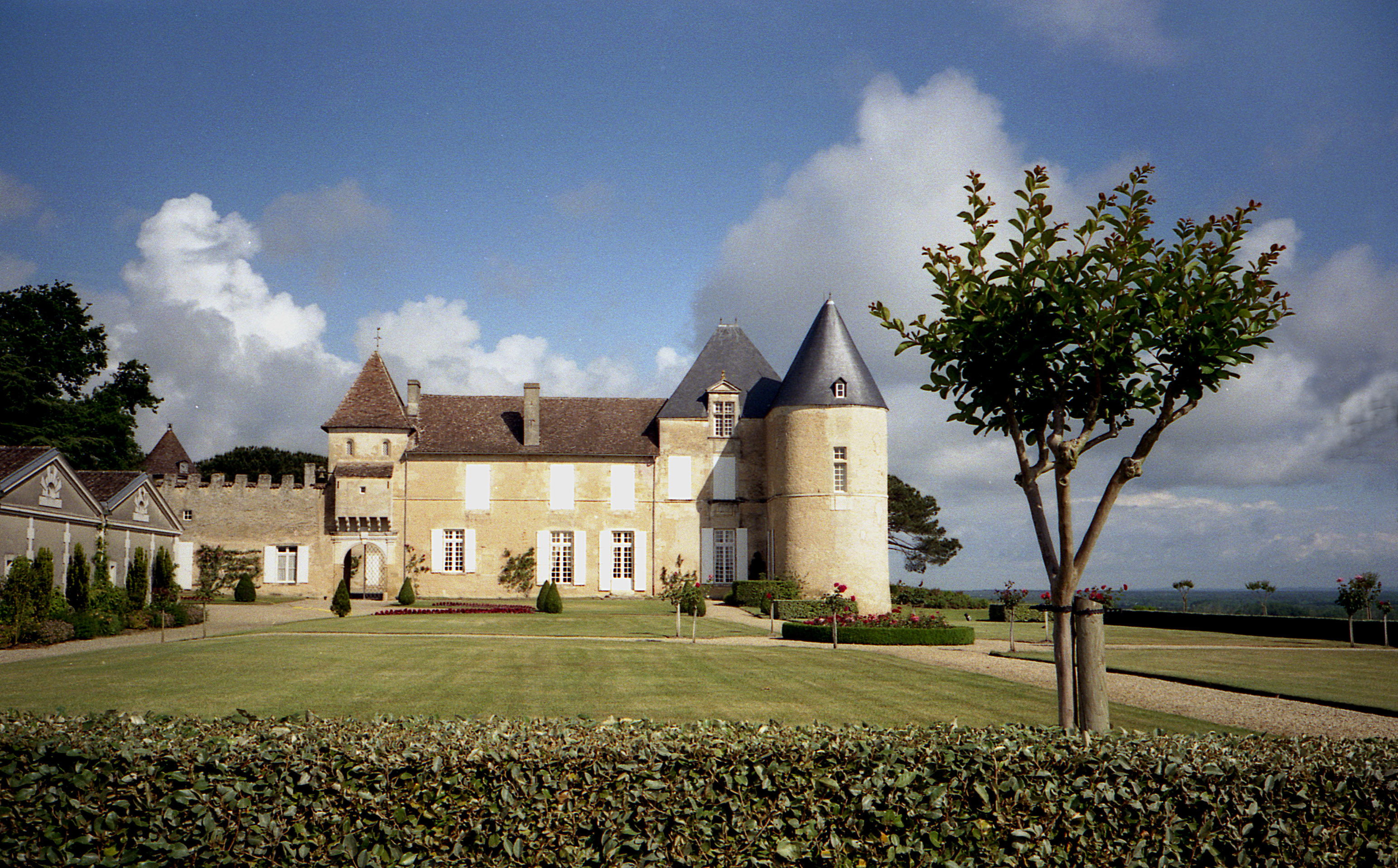
Le château d'Yquem.

- Château d'Yquem (100 ha)

#### Premiers crus
- Château Climens (30 ha) ;
- Château Coutet (38,5 ha) ;
- Château Guiraud (100 ha) ;
- Château Clos Haut-Peyraguey (12 ha) ;
- Château Lafaurie-Peyraguey (41 ha) ;
- Château La Tour Blanche (38 ha) ;
- Château Rabaud-Promis (33 ha) ;
- Château de Rayne-Vigneau (80 ha) ;
- Château Rieussec (90 ha) ;
- Château Sigalas Rabaud (14 ha) ;
- Château Suduiraut (92 ha).

#### Seconds crus
- Château Broustet (16 ha) ;
- Château Caillou (18 ha) ;
- Château d'Arche (40 ha) ;
- Château Doisy Daëne ;
- Château Doisy-Dubroca ;
- Château Doisy-Védrines ;
- Château de Myrat (22 ha) ;
- Château Nairac ;
- Château Suau ;
- Château Filhot (62 ha) ;
- Château Lamothe (7,5 ha) ;

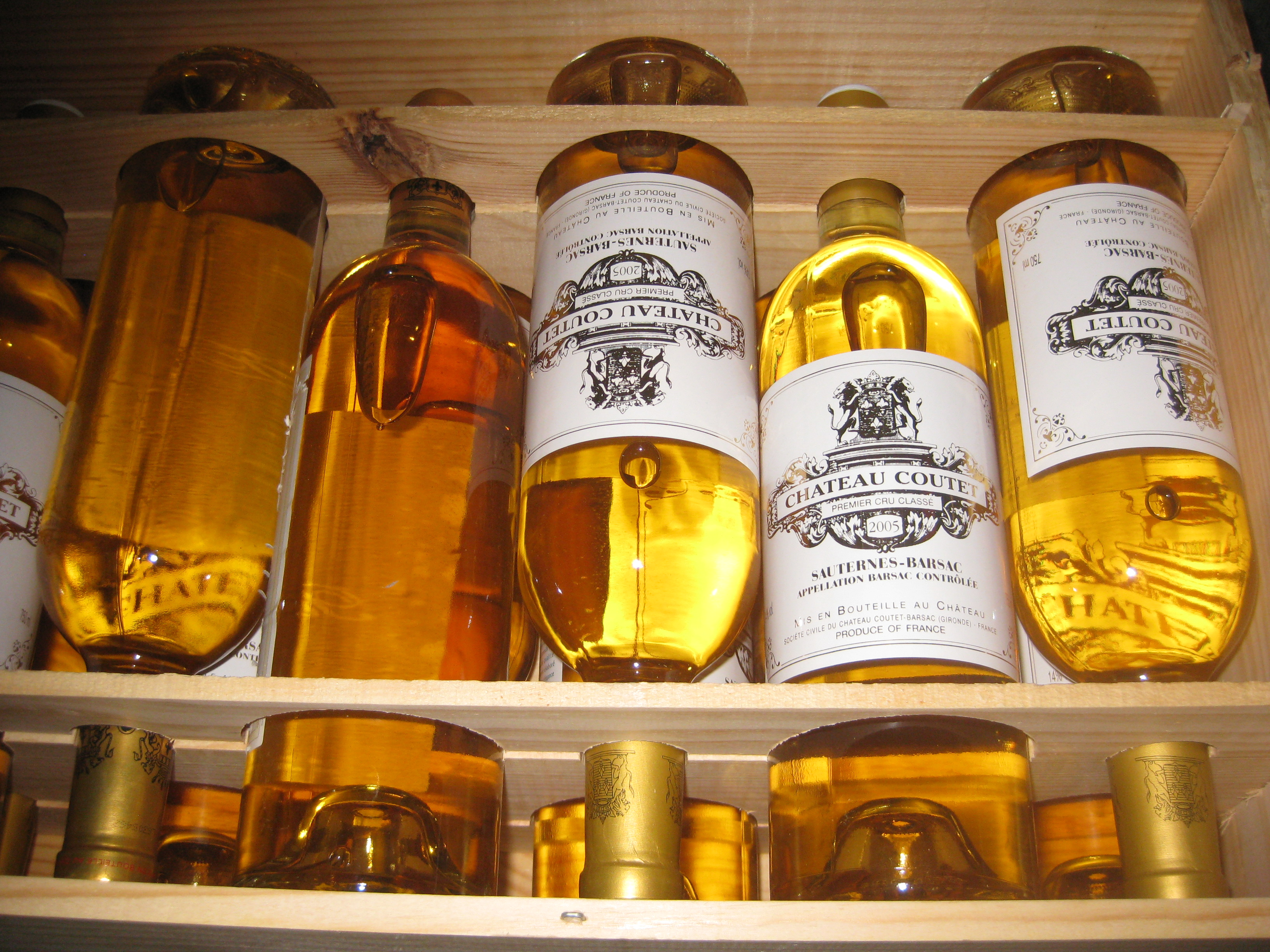
Caisse de bouteilles de château Coutet, étiquetées « sauternes-barsac ».

- Château Lamothe Guignard (29 ha) ;
- Château de Malle (27 ha) ;
- Château Romer (6,5 ha) ;
- Château Romer du Hayot (15 ha).

### Hiérarchie des prix
Le prix de vente des vignes ayant droit à l'appellation sauternes est officiellement en 2023 de 28 000 euros l'hectare en moyenne (variant entre 15 000 et 150 000 €), soit des prix semblables à l'appellation voisine graves (en blanc comme en rouge) et plus que pour l'appellation générique bordeaux blanc qui est à une moyenne de 12 000 € (de 4 000 à 18 000 €).
Pour une comparaison entre les appellations, on peut aussi prendre les prix pratiqués en vrac (en € pour une tonneau de 900 litres) officiellement pour le calcul des fermages en 2023, qui fournissent une hiérarchie des vins sucrés du Bordelais :
- 1 098 € (122 €/hl) pour du côtes-de-bordeaux-saint-macaire (moelleux) ;
- 1 282,5 € (142,5 €/hl) pour du cadillac ou du premières-côtes-de-bordeaux (moelleux) ;
- 1 928 € (214 €/hl) pour du graves-supérieures (moelleux) ou du cérons ;
- 2 230 € (248 €/hl) pour du sainte-croix-du-mont ;
- 2 419 € (269 €/hl) pour du loupiac ;
- 5 732,5 € (637 €/hl) pour du barsac ou du sauternes.

Les prix dans le commerce sont évidemment bien plus élevés, variant considérablement en fonction du nom du producteur.